# 志知孝明
志知 孝明（しち たかあき、1993年12月27日 - ）は、岐阜県羽島市出身のプロサッカー選手。Jリーグ・アビスパ福岡所属。ポジションはディフェンダー。

## 来歴

### プロ入り前
高校時代、FC岐阜U-18立ち上げ時の1期生として入団。3年次にはトップチーム昇格に近づいたが、身体の線の細さを理由にプロ入りの夢は叶わなかった。
高校卒業後は、他クラブの監督の推薦もあり、東海学園大学へ進学した。大学2年次から松本山雅FCの強化スタッフが注目し、2015年2月に静岡市で行われたキャンプに練習参加
。同年4月に2016年シーズンからの松本への加入内定が発表された。

### 松本山雅FC
2015年5月、松本の特別指定選手に承認され、同月20日のヤマザキナビスコカップ予選リーグ第5節の湘南ベルマーレ戦で公式戦デビューを果たした。
2016年より、松本山雅FCへ正式に加入。プロ1年目は公式戦出場はなかったが、2年目の2017年2月26日、開幕戦の横浜FCでJリーグ初出場した。

### 福島ユナイテッドFC
2017年7月13日、福島ユナイテッドFCへ期限付き移籍する事が発表された。

### 水戸ホーリーホック
2018年12月、2019年シーズンより水戸ホーリーホックに完全移籍で加入することが発表された。なお、松本時代は攻撃的MFとしてプレーしていたが、水戸移籍に伴いSBにコンバートしている。
2019年3月17日、ホームで行われたジェフユナイテッド市原・千葉戦において、得意の左足を振り抜きJリーグ初得点を挙げた。試合終了間際の劇的な同点弾であったが、チームは引き分けに終わったためか、険しい表情でピッチを後にするストイックな姿が話題となった。また、同年7月7日と13日にもそれぞれ1得点を挙げチームに貢献。7月7日午後7時キックオフゲームでの得点、13日は77分台での得点(記録上は78分)と、名前の志知(7)、背番号7も重なりこの週は水戸にとってまさに志知ウィークとなった。

### 横浜FC
2020年シーズンよりJ1昇格を果たした横浜FCに完全移籍で加入することが発表された。

### アビスパ福岡
2021年1月2日、アビスパ福岡に完全移籍で加入することが発表された。

### サンフレッチェ広島
2023年、サンフレッチェ広島に完全移籍。背番号は「16」。

### アビスパ福岡復帰
2025年、アビスパ福岡に期限付き移籍で加入。背番号は「77」。

## 所属クラブ
- 正木サッカー少年団
- 羽島市立羽島中学校
- FC岐阜U-18
- 東海学園大学
  - 2015年5月 - 同年12月  松本山雅FC（特別指定選手）
- 2016年 - 2018年  松本山雅FC
  - 2017年7月 - 同年12月  福島ユナイテッドFC (期限付き移籍)
- 2019年  水戸ホーリーホック
- 2020年  横浜FC
- 2021年 - 2022年  アビスパ福岡
- 2023年 -  サンフレッチェ広島
  - 2025年 -  アビスパ福岡 (期限付き移籍)

## 個人成績
| 国内大会個人成績 | 国内大会個人成績 | 国内大会個人成績 | 国内大会個人成績 | 国内大会個人成績 | 国内大会個人成績 | 国内大会個人成績 | 国内大会個人成績 | 国内大会個人成績 | 国内大会個人成績 | 国内大会個人成績 | 国内大会個人成績 |
| 年度             | クラブ           | 背番号           | リーグ           | リーグ戦         | リーグ戦         | リーグ杯         | リーグ杯         | オープン杯       | オープン杯       | 期間通算         | 期間通算         |
| 年度             | クラブ           | 背番号           | リーグ           | 出場             | 得点             | 出場             | 得点             | 出場             | 得点             | 出場             | 得点             |
| 日本             | 日本             | 日本             | 日本             | リーグ戦         | リーグ戦         | リーグ杯         | リーグ杯         | 天皇杯           | 天皇杯           | 期間通算         | 期間通算         |
| ---------------- | ---------------- | ---------------- | ---------------- | ---------------- | ---------------- | ---------------- | ---------------- | ---------------- | ---------------- | ---------------- | ---------------- |
| 2015             | 松本             | 37               | J1               | 0                | 0                | 2                | 0                | -                | -                | 2                | 0                |
| 2016             | 松本             | 37               | J2               | 0                | 0                | -                | -                | 0                | 0                | 0                | 0                |
| 2017             | 松本             | 25               | J2               | 6                | 0                | -                | -                | 2                | 1                | 8                | 1                |
| 2017             | 福島             | 43               | J3               | 16               | 0                | -                | -                | -                | -                | 16               | 0                |
| 2018             | 松本             | 17               | J2               | 1                | 0                | -                | -                | 1                | 0                | 2                | 0                |
| 2019             | 水戸             | 7                | J2               | 39               | 5                | -                | -                | 0                | 0                | 39               | 5                |
| 2020             | 横浜FC           | 14               | J1               | 22               | 2                | 3                | 0                | -                | -                | 25               | 2                |
| 2021             | 福岡             | 13               | J1               | 30               | 1                | 1                | 0                | 0                | 0                | 31               | 1                |
| 2022             | 福岡             | 13               | J1               | 33               | 0                | 6                | 0                | 1                | 0                | 40               | 0                |
| 2023             | 広島             | 16               | J1               | 23               | 1                | 4                | 0                | 2                | 0                | 29               | 1                |
| 2024             | 広島             | 16               | J1               | 11               | 0                | 2                | 0                | 1                | 0                | 14               | 0                |
| 2025             | 福岡             | 77               | J1               |                  |                  |                  |                  |                  |                  |                  |                  |
| 通算             | 日本             | 日本             | J1               | 119              | 4                | 18               | 0                | 4                | 0                | 141              | 4                |
| 通算             | 日本             | 日本             | J2               | 46               | 5                | -                | -                | 3                | 1                | 49               | 6                |
| 通算             | 日本             | 日本             | J3               | 16               | 0                | -                | -                | -                | -                | 16               | 0                |
| 総通算           | 総通算           | 総通算           | 総通算           | 181              | 9                | 18               | 0                | 7                | 1                | 206              | 10               |

- 2015年は特別指定選手

| 国際大会個人成績 | 国際大会個人成績 | 国際大会個人成績 | 国際大会個人成績 | 国際大会個人成績 |
| 年度             | クラブ           | 背番号           | 出場             | 得点             |
| AFC              | AFC              | AFC              | ACL              | ACL              |
| ---------------- | ---------------- | ---------------- | ---------------- | ---------------- |
| 2024-25          | 広島             | 16               | 5                | 0                |
| 通算             | AFC              | AFC              | 5                | 0                |

出場歴
- 公式戦初出場 - 2015年5月20日 ナビスコ杯予選リーグ第5節 vs湘南ベルマーレ（Shonan BMWスタジアム平塚）
- Jリーグ初出場 - 2017年2月26日 J2第1節 vs横浜FC（ニッパツ三ツ沢球技場）
- Jリーグ初得点 - 2019年3月17日 J2第4節 vsジェフユナイテッド市原・千葉（ケーズデンキスタジアム水戸）

## 選抜歴
- 2013年 全日本大学選抜
- 2014年 全日本大学選抜